# Hohenberg (schwäbisches Adelsgeschlecht)

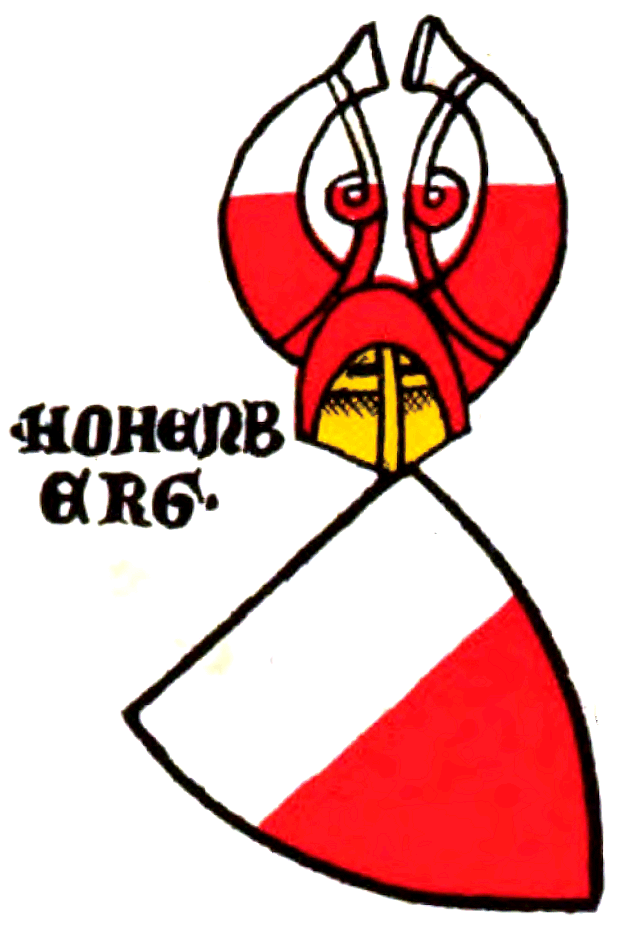
Hohenberger Wappen in der Zürcher Wappenrolle, ca. 1340

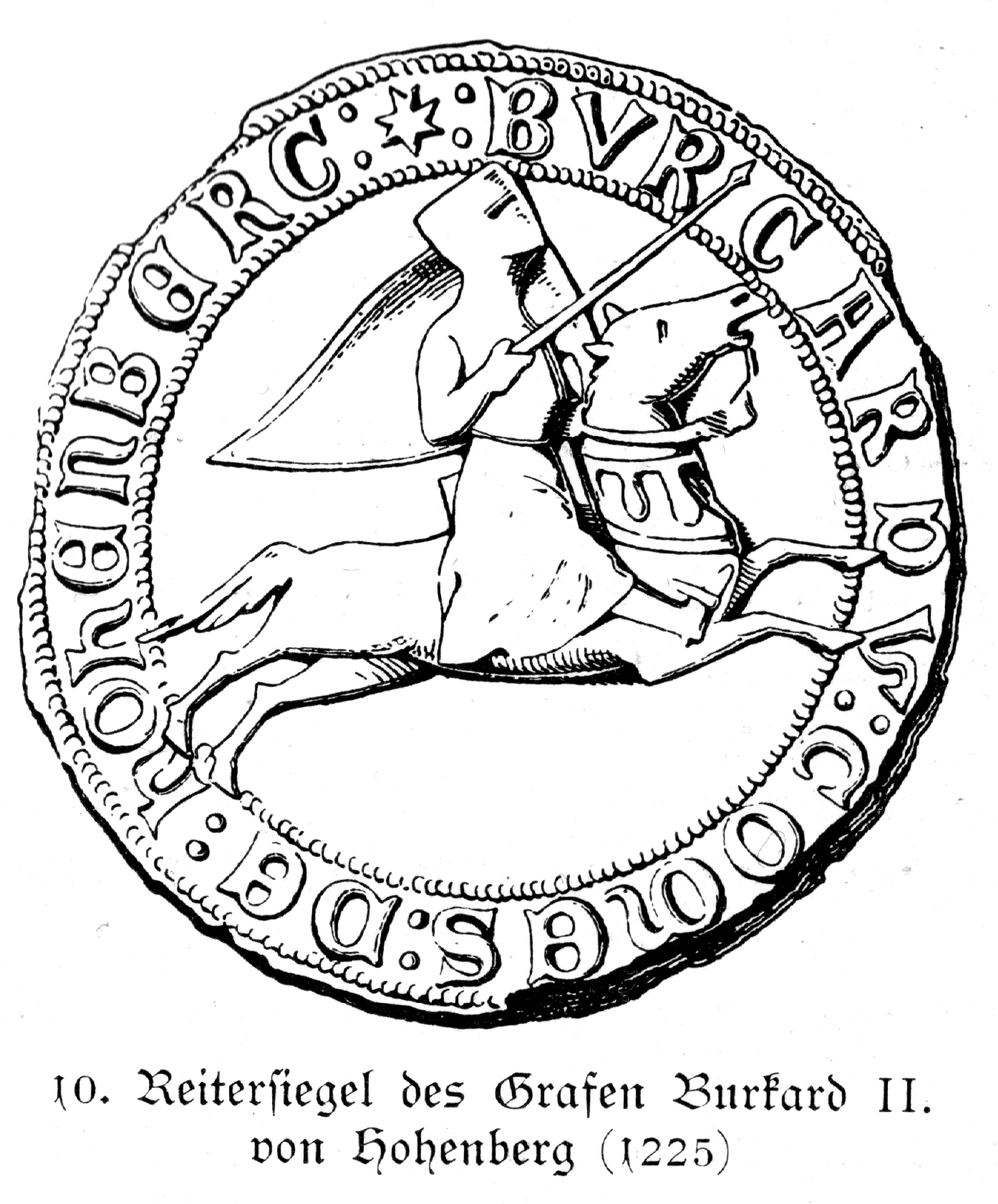
Reitersiegel des Grafen Burkhard II. von Hohenberg

Die Grafen von Hohenberg waren ein schwäbisches Adelsgeschlecht.
In der Mitte des 12. Jahrhunderts spaltete sich die Linie Zollern-Hohenberg vom Gesamthaus Hohenzollern ab. Die Hohenberger entwickelten sich zum eigenständigen Geschlecht und nahmen eine von den Hohenzollern getrennte Entwicklung. Im 13. Jahrhundert zählten sie zu den bedeutendsten Familien im südwestdeutschen Raum, doch schon 1381 verkaufte Graf Rudolf III. – verschuldet und ohne männlichen Erben – den Großteil des Besitzes an die Habsburger; gut hundert Jahre später starb die letzte Seitenlinie aus.
Wiederbelebt wurde der Name für den erzherzoglichen Spross und Nachfahren der Gertrud von Hohenberg, den Markgrafen Karl von Burgau, Landgraf von Nellenburg und Graf von Hohenberg (1560–1618; auch Karl von Österreich genannt), bzw. mit dem Freiherrentitel für dessen uneheliche Kinder.
Zum zweiten Mal wiederbelebt wurde der Name im Jahr 1900, als die morganatische Gemahlin des österreich-ungarischen Thronfolgers, zu dessen Vorfahren die Grafen von Hohenberg zählen, anlässlich der Hochzeit erst den Titel einer Fürstin von Hohenberg, später einer Herzogin von Hohenberg erhielt. Beide wurden sie die Stammeltern des neuen Geschlechts der österreichischen Herzöge und Fürsten von Hohenberg.

## Geschichte

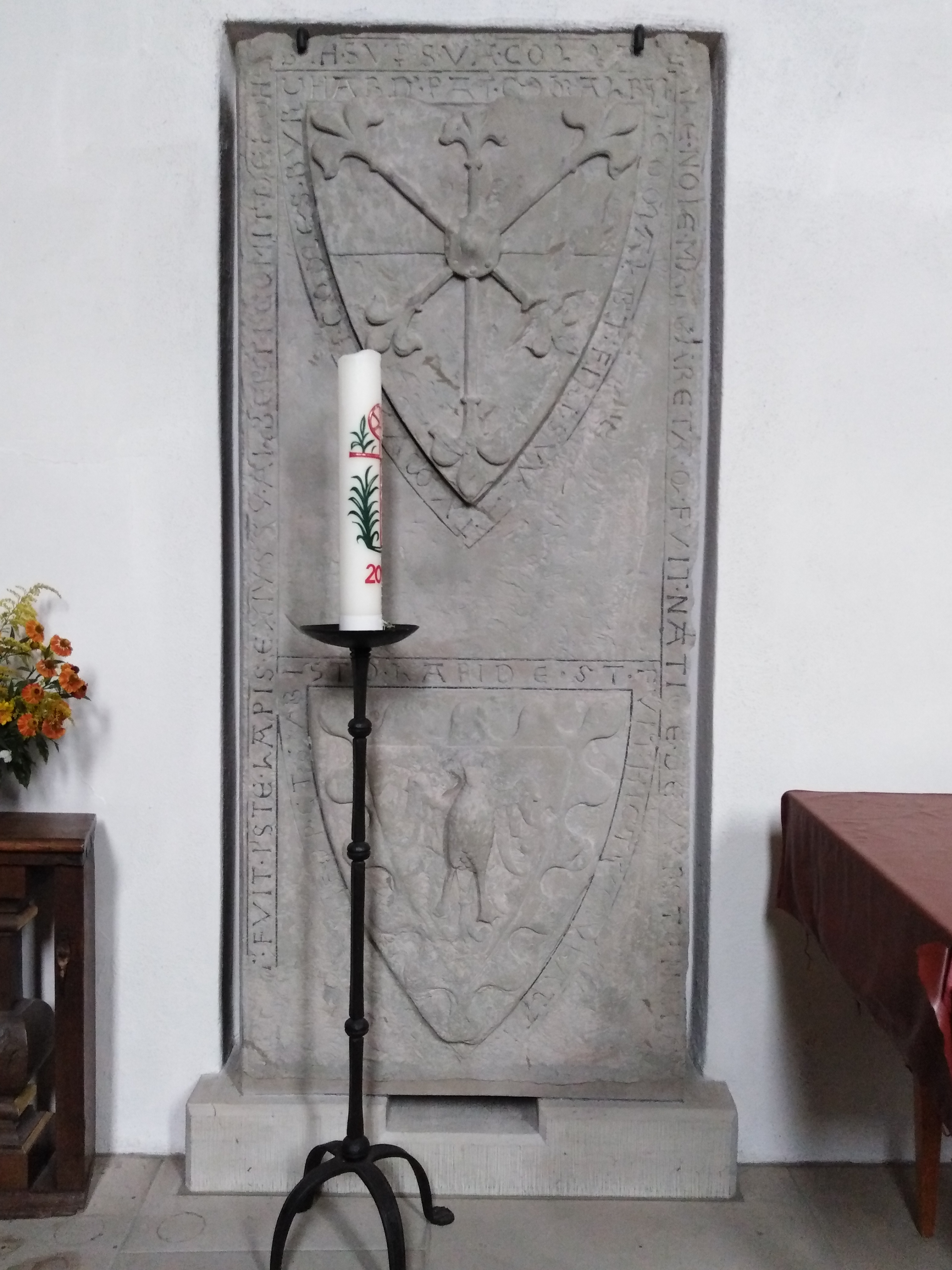
Grabplatte für Graf Burkhard III., Graf Albrecht II. von Hohenberg und seine Gattin Magaretha von Fürstenberg im Chor der Kirche von Kloster Kirchberg.

Erstmalige Erwähnung finden die Grafen von Hohenberg im Jahre 1170 in einer Urkunde von Friedrich Barbarossa, in der Burkhard (III.) von Zollern-Hohenberg als Zeuge genannt wird. Man geht daher davon aus, dass sich die Hohenberger um die Mitte des 12. Jahrhunderts von den Grafen von Zollern abgespalten haben, obgleich die Möglichkeit eines eigenständigen Geschlechts nicht ganz auszuschließen ist. Burkhard II. († um 1154) begründete die Linie Hohenberg. Er war Sohn von Friedrich I. von Zollern, genannt Maute. Sein Bruder Friedrich II. wurde Eigner der Grafschaft Zollern, dem Stammland der Hohenzollern. Die zwei Linien trennten sich wenig später endgültig. Friedrich III. von Zollern setzte die Linie Zollern fort, die bis heute weitergeführt wurde.
Der Stammsitz der Familie lag auf dem Oberhohenberg (Burg Oberhohenberg), am Albtrauf zwischen Spaichingen und Schömberg. Das Gebiet um den Oberhohenberg, Teil der alemannisch-fränkischen Scherragrafschaft, bildete den Ausgangspunkt für die weitere territoriale Entwicklung.
Durch Erwerbungen von den Grafen im Sülchgau und durch Erbe der Grafen von Haigerloch verlagerte sich im Verlauf des 12. Jahrhunderts die Interessenlage nach Norden. Erfolgreiche Heiratspolitik brachte zusätzliche Erweiterungen des Territoriums, zu einem großen Teil auf Kosten der Pfalzgrafschaft Tübingen. Burkhard III., Enkel von Burkhard I., heiratete Mechthild von Tübingen und konnte so das Gebiet um Nagold erwerben, sein Sohn Burkhard IV. gewann durch Heirat mit Luitgard von Tübingen die Stadt Horb am Neckar und deren Umland hinzu. In der auf Burkhard III. folgenden Generation erreichten die Hohenberger den Höhepunkt an politischer Bedeutung und territorialer Ausdehnung. Gleichzeitig wurde 1260 mit der Teilung des Hauses in eine Rottenburger (Haupt-) und eine Nagold-Wildberger Linie aber auch der Grundstein für den späteren Niedergang gelegt.
Älteste Tochter von Burkhard V. war Gertrud von Hohenberg (* um 1225; † 16. Februar 1281). Um 1245 heiratete sie den Grafen Rudolf von Habsburg, der 1273 zum deutschen König gewählt wurde. Als Königin nahm Gertrud den Namen Anna an.

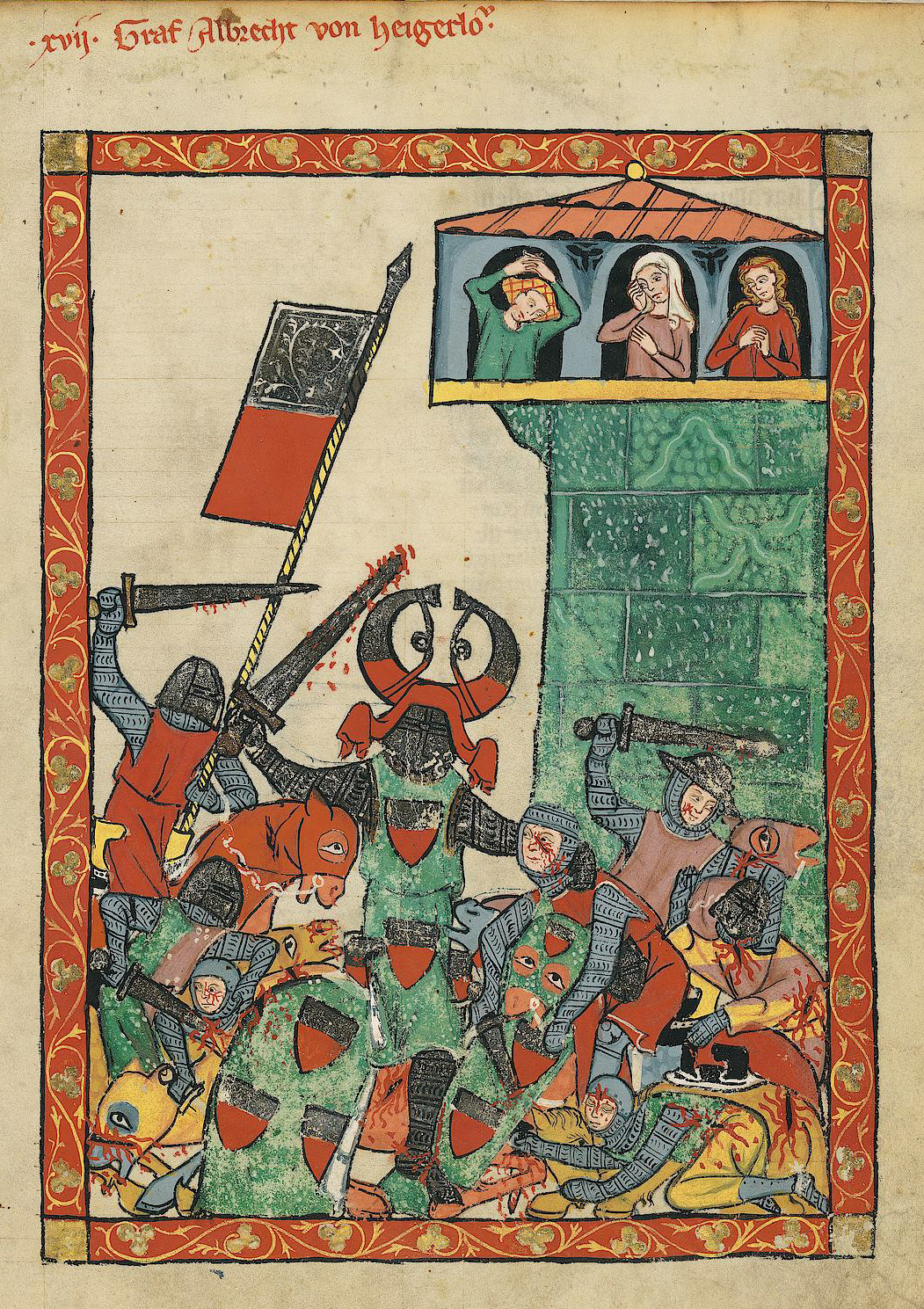
Graf Albert II. von Hohenberg im Codex Manesse

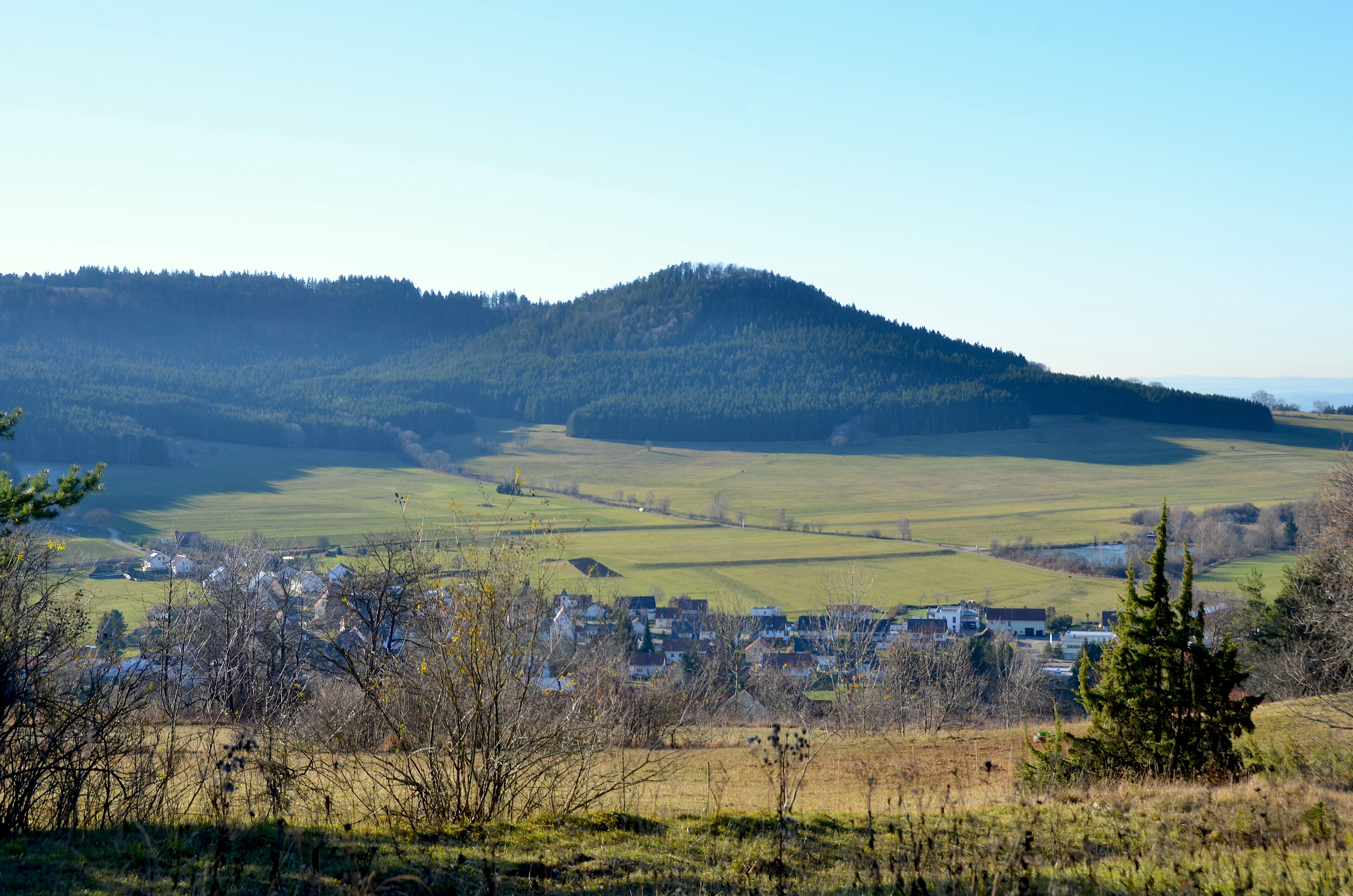
Blick auf den Oberhohenberg

Burkhards III. ältester Sohn Albert (auch Albrecht) II. war Parteigänger seines Schwagers und profitierte vom politischen Aufstieg der Habsburger. Als enger Berater von König Rudolf wurde er von diesem beauftragt, als Landvogt in der neugeschaffenen Landvogtei Niederschwaben verloren gegangenes Reichsgut zurückzugewinnen. Das Vorhaben Rudolfs, das Herzogtum Schwaben wiederzubeleben und für die Habsburger zu vereinnahmen, scheiterte jedoch. In eigener Sache gründete Albert um das Jahr 1280 in der Nähe einer bestehenden Burg die Stadt Rotenburg (das heutige Rottenburg am Neckar) als neuen Verwaltungsmittelpunkt der Grafschaft – eine Folge der beständigen Gebietserweiterungen der Hohenberger in Richtung Neckartal. Über sein politisches Wirken hinaus hatte sich Albert aber auch als Minnesänger einen gewissen Namen gemacht. Immerhin findet sich in der Manessischen Liederhandschrift auf Blatt 42r eine Miniatur, die ihn (unter dem Titel Graf Albrecht von Haigerloch) als Ritter in einem Gefecht zeigt. Die Rückseite des Blattes enthält eine zweistrophige Kanzone, die einzige, die von ihm überliefert ist. Albert fiel 1298 in der Schlacht auf den Kreuzwiesen bei Leinstetten.
Alberts jüngerer Bruder Burkhard IV. begründete 1260 die Nagold-Wildberger Linie der Hohenberger, die um 1300 unter seinen Söhnen Otto I. († vor 14. Juli 1307 ⚭ Maria von Magenhaim) und Burkhard V. nochmals in eine Nagolder und eine Wildberger Linie aufgeteilt wurde. Die Wildberger Linie wurde 1355 nochmals in einen Altensteiger und einen Bulacher Teil geteilt.
Durch die wiederholten Erbteilungen, Abfindungen von Erbtöchtern und den Aufwand für eine den ambitionierten Grafen angemessene Hofhaltung gerieten die Hohenberger im 14. Jahrhundert zusehends in eine wirtschaftliche Notlage. Die Grafschaft war verschuldet, Städte und Dörfer mussten immer wieder verpfändet oder sogar verkauft werden. Otto II. von Nagold verkaufte 1363 seinen Teil an Graf Eberhard den Greiner von Württemberg. Burkhart VII. verkaufte Wildberg-Bulach ebenfalls 1363, und zwar zur Hälfte an Pfalzgraf Ruprecht, der 1377 auch die andere Hälfte erwarb. Der Rottenburger Rudolf III. konnte zwar 1374 noch die Herrschaft Oberndorf erwerben, doch schon am 26. Oktober 1381 veräußerte er seinen gesamten Besitz für 66.000 Goldgulden an Herzog Leopold III. von Österreich. Froben Christoph von Zimmern schrieb dazu Mitte des 16. Jahrhunderts in seiner Chronik:

„Vor vierthalbhundert jaren sein die graven von Hochenberg am mechtigisten an landt und leuten gewesen, und von dem jar 1200 an zu rechnen, do hat ir verthon und übelhausen angefangen, und hat sie der groß stat, den die gefiert, nit verderbt, sonder die großen stiftungen und gotzgaben, die sie unaufhörlichen gethon an die gestiften, clöstern, spitl, bronnen und in ander weg; dann, wie man sprücht, »wer vil hingibt, dem pleibt dester weniger«, das ist den fromen grafen, die ohn zweifel in jener welt iren lon darumb empfahen, auch begegnet; dann von diesem großen hingeben und stiftungen kammen sie nach und nach zue armuet, das sie auch letztlich landt und leut muesten angreifen und der großen schuldten halb butzen und still dem haus Österreich zu kaufen geben.“

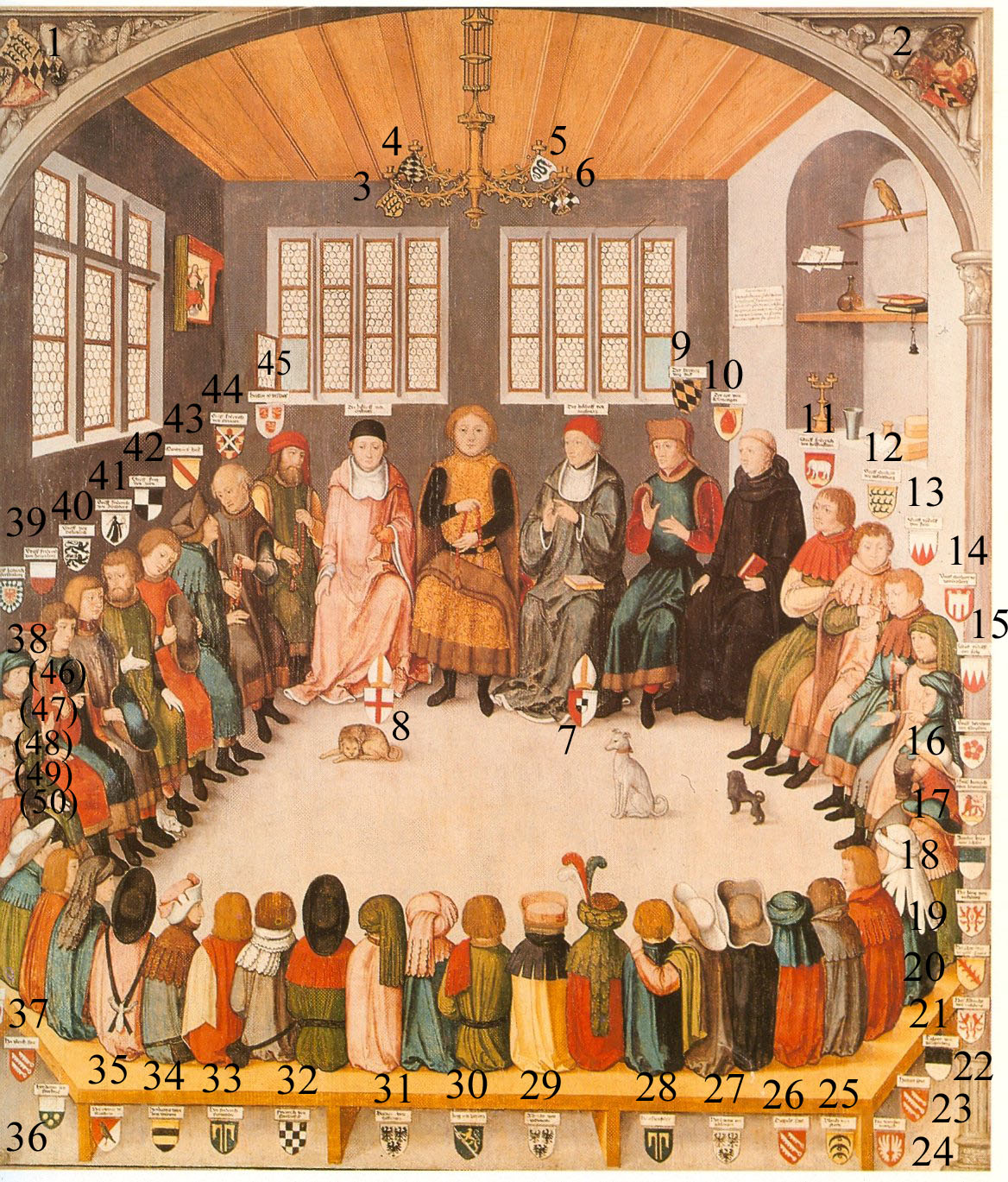
Ratssitzung des württembergischen Grafen Eberhard der Milde um 1400 – unter Nr. 39 der Graf von Hohenberg

Laut Kaufvertrag umfasste die Grafschaft zum Zeitpunkt des Verkaufs: Die Burg Hohenberg mit zugehörigem Städtchen, Burg und Stadt von Rottenburg und von Haigerloch (obere und untere Stadt), die Städte Schömberg, Nusplingen, Fridingen, Oberndorf, Horb, Binsdorf, das Städtchen Au (Obernau bei Rottenburg) sowie die Burgen Kallenberg, Werenwag, Deilingen, Neckarburg, Waseneck (bei Oberndorf), Wehrstein, Isenburg (bei Horb), Urnburg (bei Horb) und Rottenburg (die um 1280 erbaute Hofburg und die außerhalb der Stadt gelegene Weilerburg). Die im Vertrag ebenfalls aufgeführten Städte Ebingen, Dornstetten und Waldenbuch sowie der Turm zu Altensteig waren bei Vertragsabschluss an Württemberg verpfändet und wurden auch später nicht ausgelöst.
Rudolf III. starb 1389 als letzter männlicher Angehöriger der Rottenburger Hauptlinie. Seine Tochter Margaretha war in erster Ehe mit Markgraf Bernhard I. von Baden verheiratet, diese Ehe blieb jedoch kinderlos (obwohl er in zweiter Ehe zahlreiche Kinder hatte), sie heiratete danach den Grafen Hermann von Sulz, mit dem sie Kinder hatte. →Grafen von Sulz
Die Wildberger und Nagolder Verwandtschaft verkaufte nach und nach ihren Besitz an die Grafen von Württemberg. Letzter regierender Graf war Sigmund († 1486), mit ihm starb als letzte die Wildberger Seitenlinie aus.

## Wappen
Als Stammwappen führten die Hohenberger einen von Silber und Rot geteilten Schild.

Historische Wappenbilder
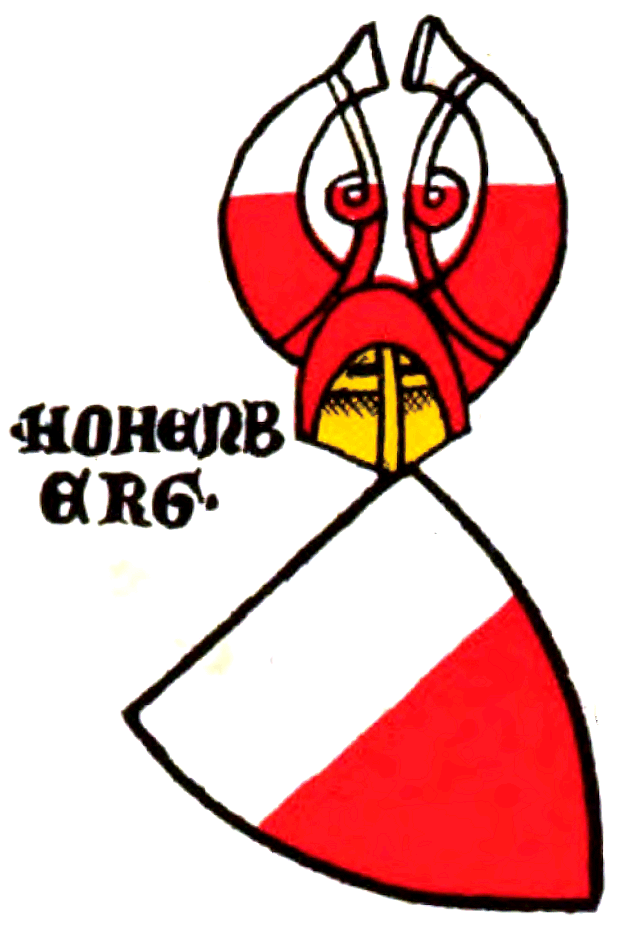
Wappen der Hohenberg in der Zürcher Wappenrolle (ca. 1340)
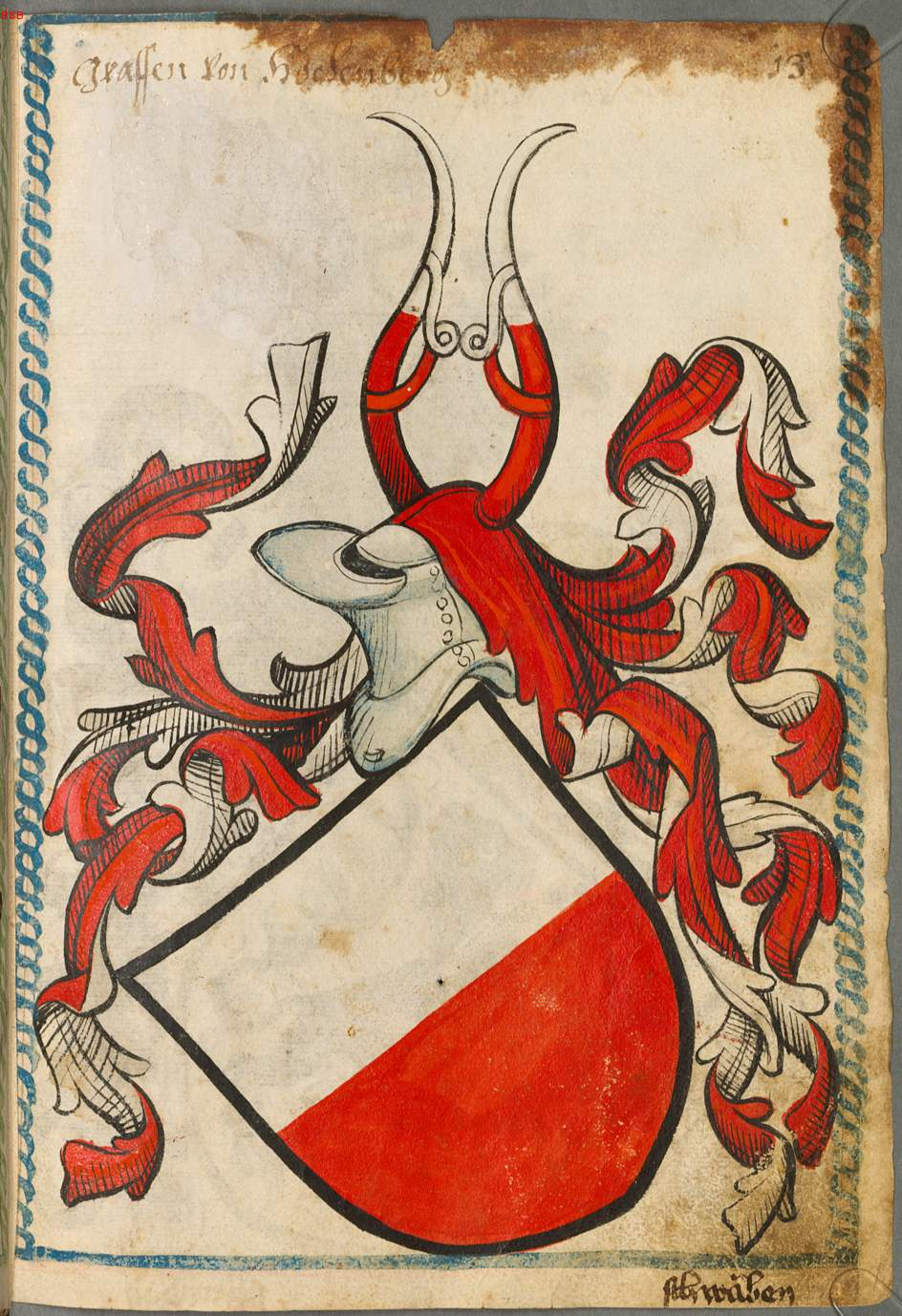
Hohenberger Wappen im Scheiblerschen Wappenbuch von 1450
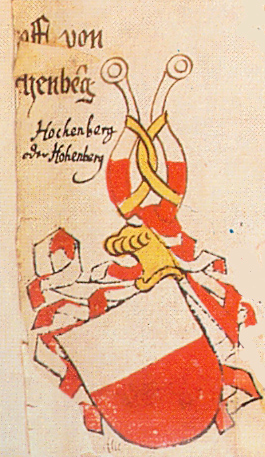
Ingeram-Codex 1459
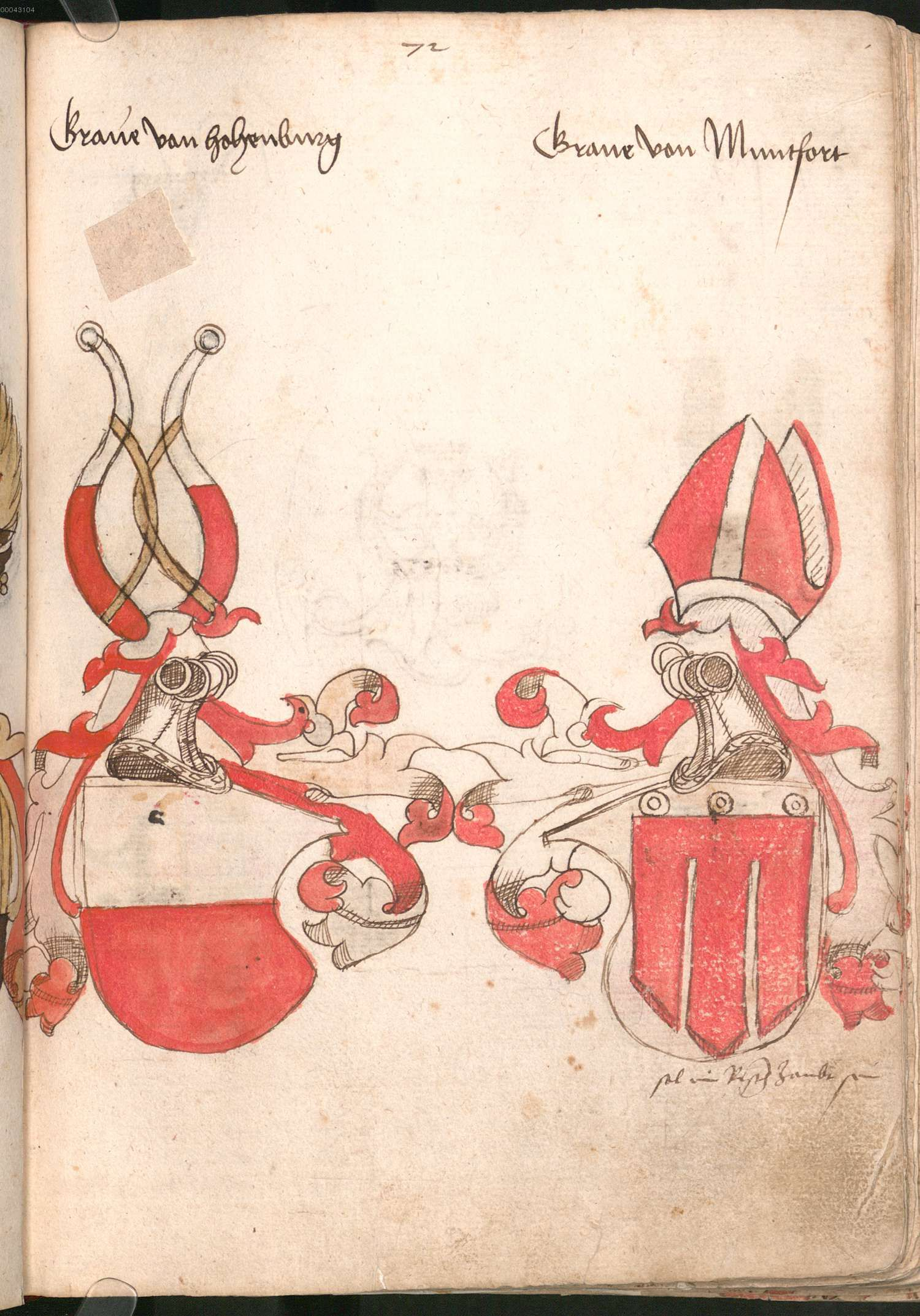
Wernigeroder Wappenbuch
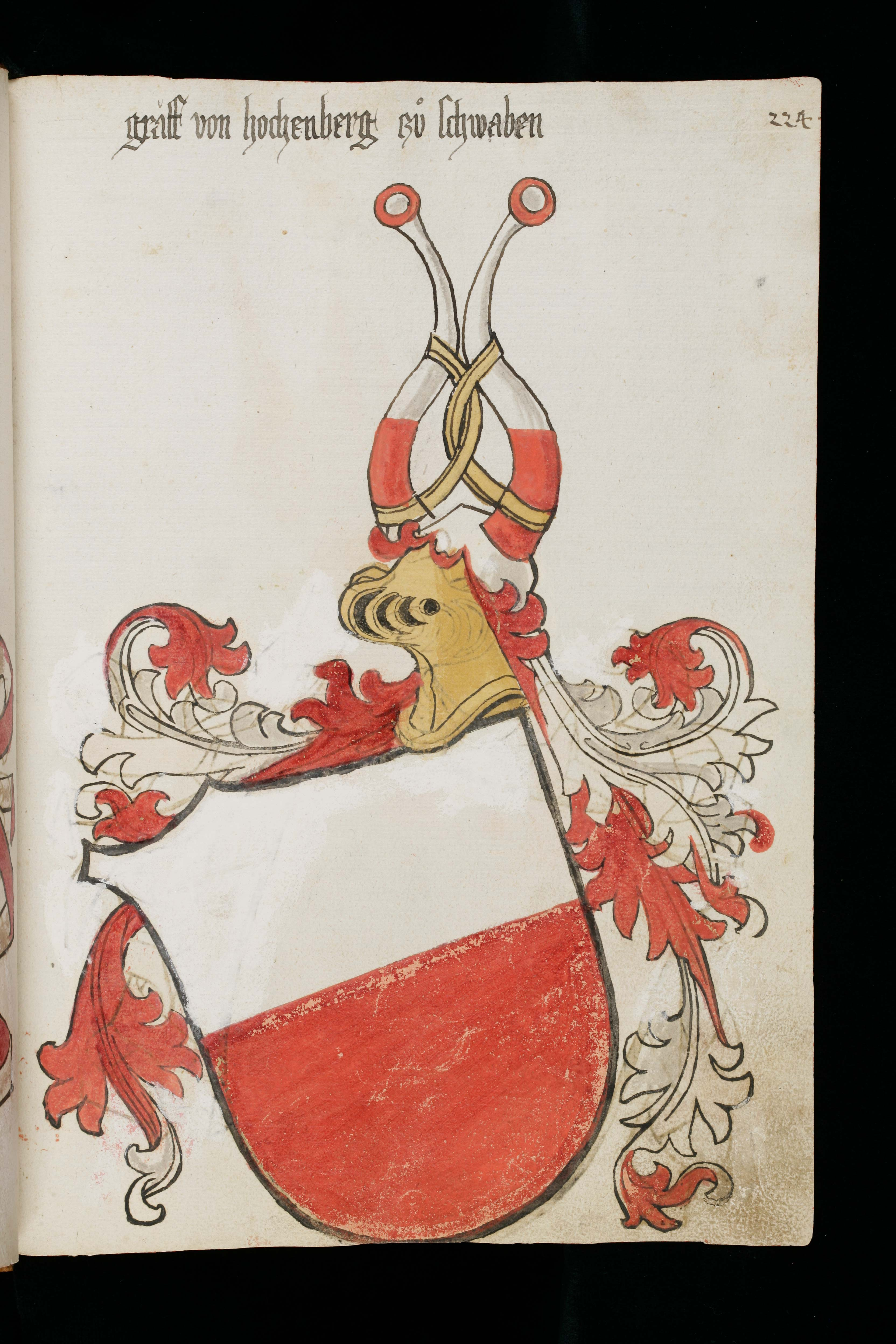
Wappenbuch Rösch csg-1084 224
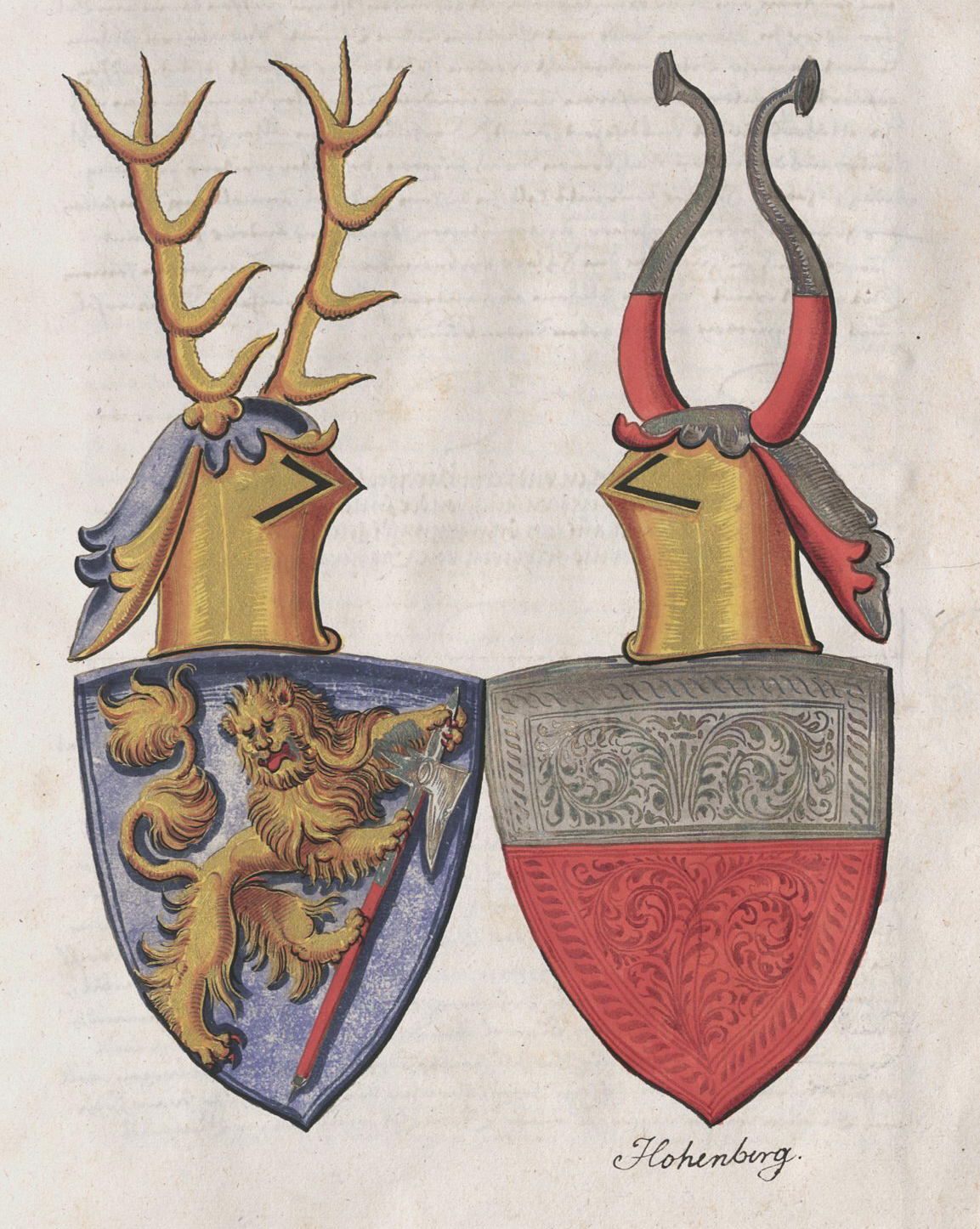
Ehewappen eines Herren von Zimmern und einer Gräfin von Hohenberg. Miniatur auf Papier aus der Handschrift B der Zimmerischen Chronik.
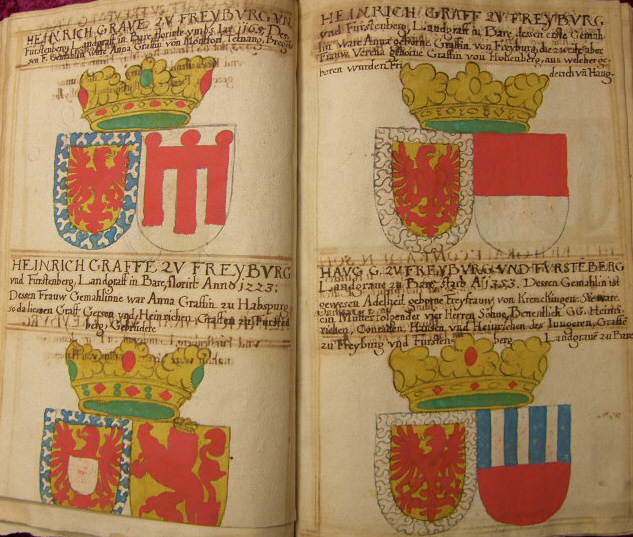
Rüxner Turnierbuch Abschrift 17. Jh.
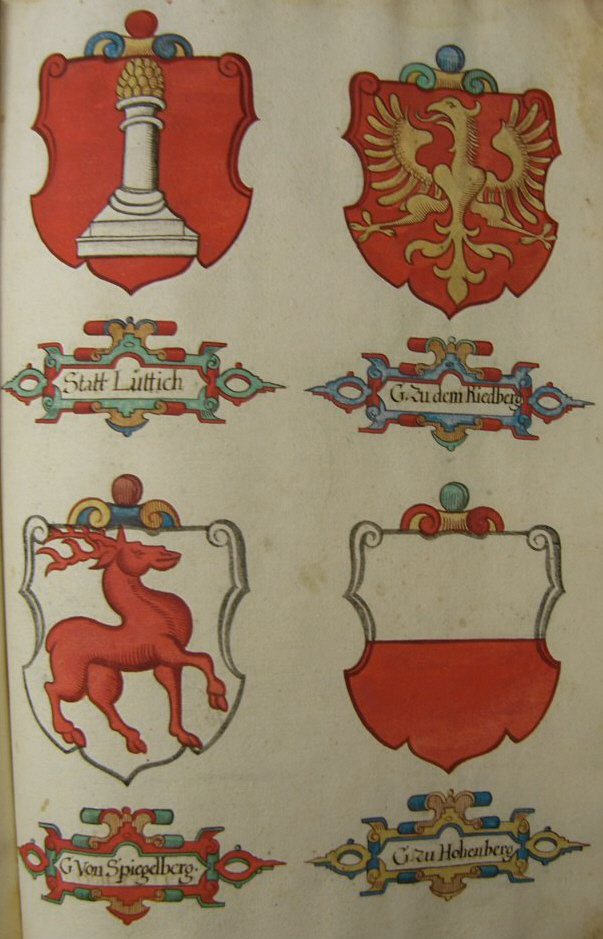
Rüxner Turnierbuch Abschrift 17. Jh.
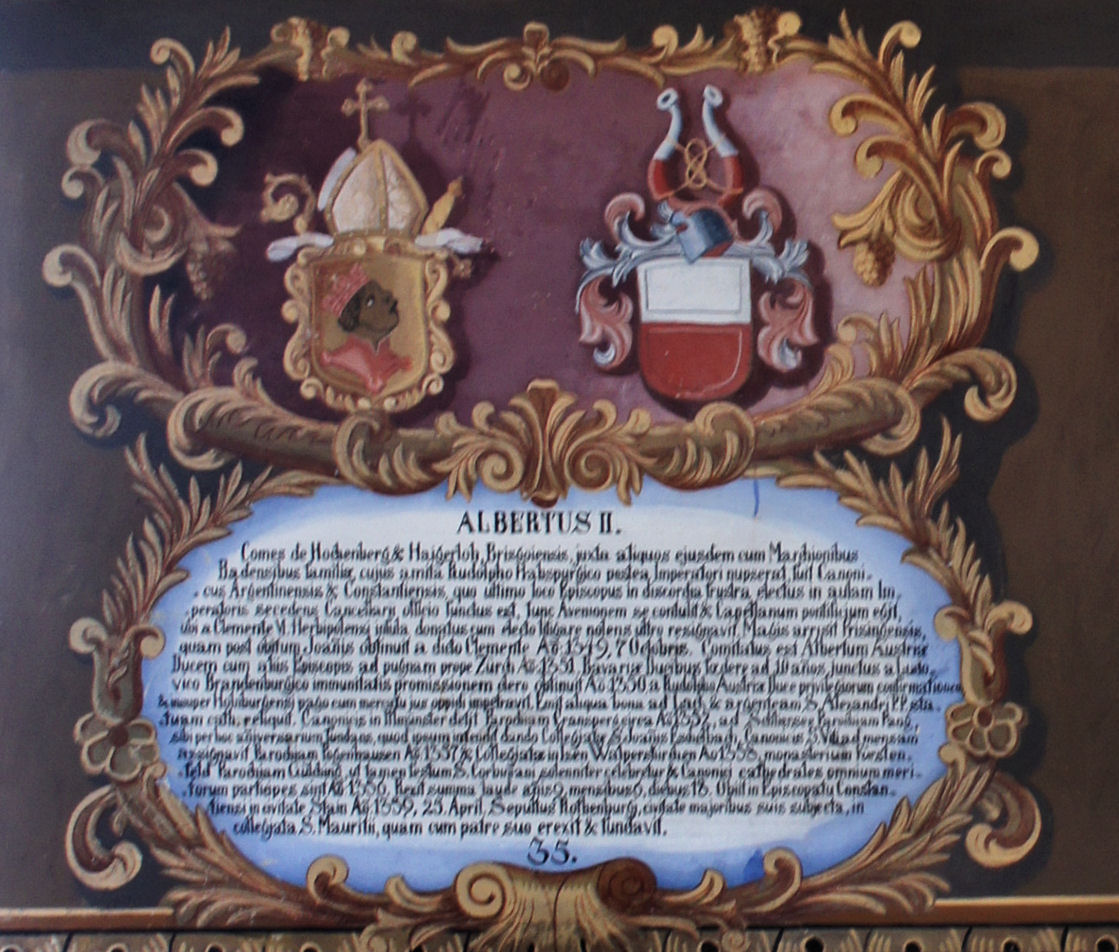
Wappentafel von Albert II. von Hohenberg im Fürstengang Freising

Wappen mit Bezug zum Geschlecht Hohenberg
Wappen der Herzöge und Fürsten von Hohenberg

Wappen des Landkreises Rottweil sowie mehrerer Orte mit Bezug zum Geschlecht Hohenberg
Landkreis Rottweil
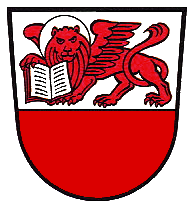
Binsdorf
Ebingen
Horb am Neckar
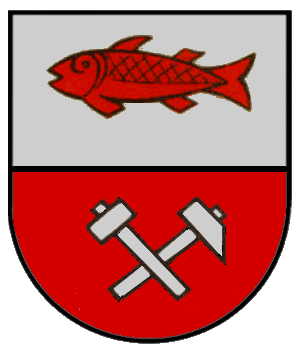
Haigerloch-Stetten
Renquishausen
Rottenburg am Neckar
Dettingen
Fridingen an der Donau
Spaichingen

Ähnliche Wappen ohne belegbaren Bezug zum Wappen derer von  Hohenberg
Haigerloch
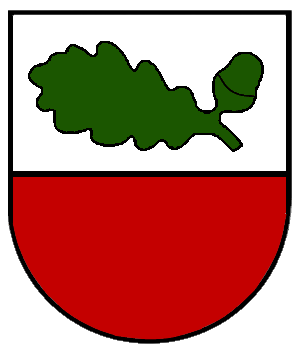
Hart
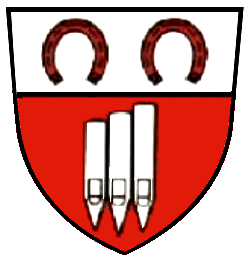
Bittelbronn
Schömberg
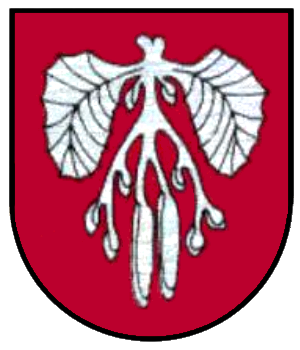
Erlaheim
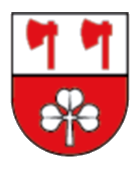
Heiligenzimmern
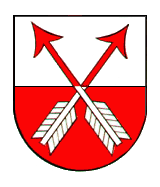
Höfendorf
Weiler
Unterdigisheim
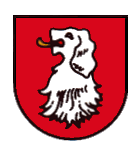
Heinstetten
Nusplingen
Inzigkofen
Krauchenwies
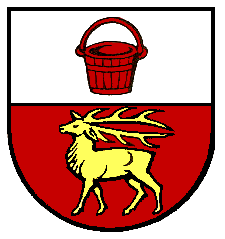
Bittelschieß
Winterlingen
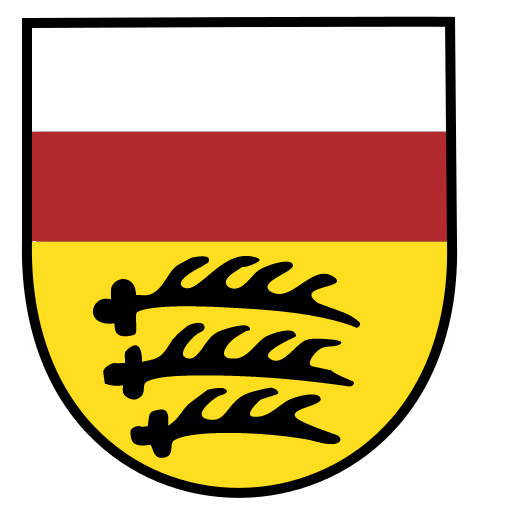
Täbingen
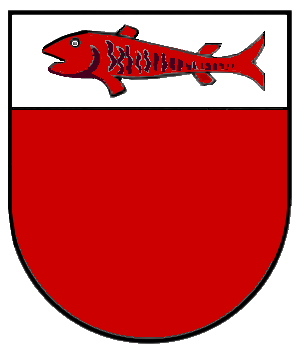
Fischingen

## Literatur und Quellen

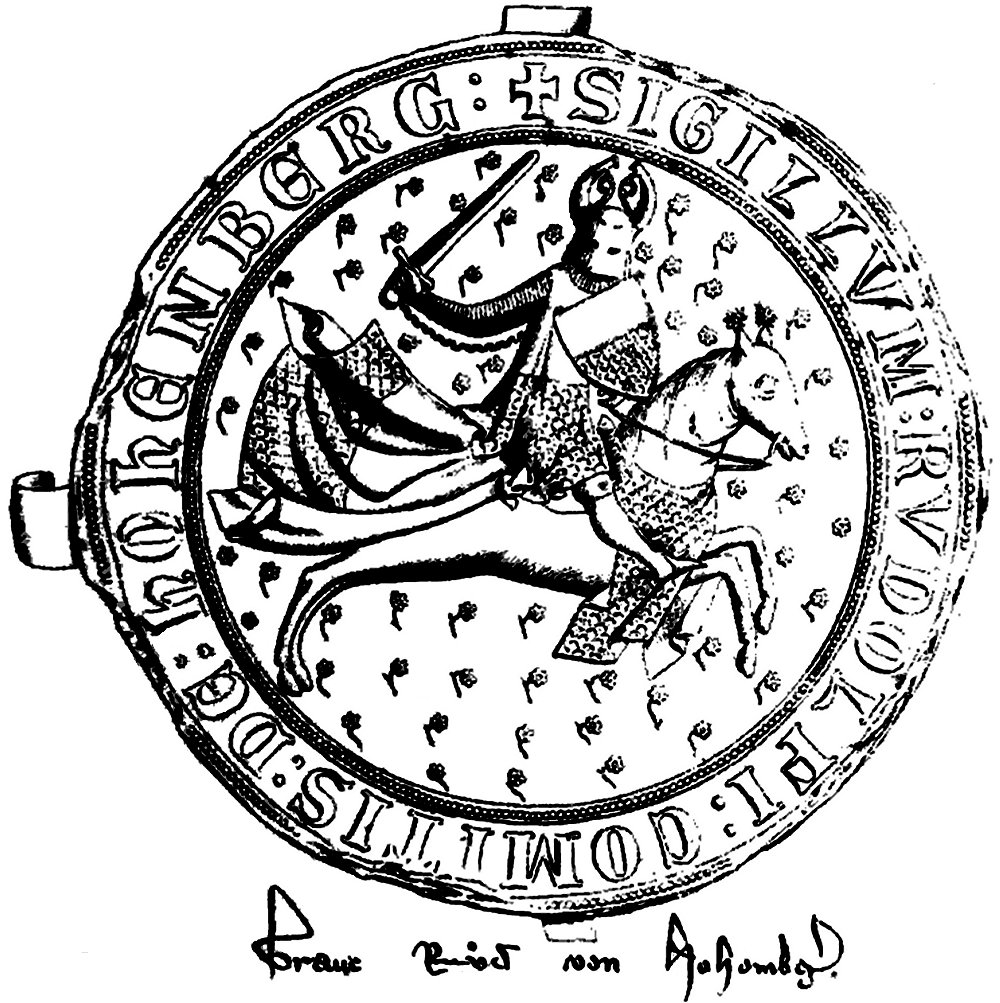
Siegel des Rudolf von Hohenberg